# Douglas Bostock
Douglas Bostock (* 1955) ist ein englischer Dirigent und Musikpädagoge.
Bostock war von 1991 bis 1998 Chefdirigent und künstlerischer Leiter der Karlsbader Sinfoniker, außerdem von 1993 bis 2011 Ständiger Gastdirigent der Tschechischen Kammerphilharmonie. 1996 wurde er musikalischer Leiter des Sinfonischen Blasorchesters Ulm. Ab 1996 unternahm er ausgedehnte Konzertreisen mit dem Tokio Kosei Wind Orchestra. Er leitete dieses von 2001 bis 2006 als Chefdirigent, danach bis 2010 als Erster Gastdirigent. 2001 bis 2019 war er außerdem Chefdirigent des argovia philharmonic in der Schweiz und ist jetzt dessen Ehrendirigent. Seit ist er 2003 musikalischer Leiter der Schlossoper Hallwyl. Von 2002 bis 2008 leitete er die Münchner Symphoniker als Erster Gastdirigent.
Bostock wirkt seit Beginn der Konzertsaison 2019/20 als Künstlerischer Leiter  und Chefdirigent des Südwestdeutschen Kammerorchesters Pforzheim.
Neben einer großen Reihe von teils wenig bekannten Werken britischer Komponisten (The British Symphonic Collection) finden sich unter seinen mehr als 100 CD-Aufnahmen u. a. die kompletten Orchesterwerke Carl Nielsens und die Symphonien Robert Schumanns. Bostock leitet regelmäßig Kurse und Meisterklassen für junge Dirigenten in mehreren Ländern und gastierte als Dirigent und Lehrer in Europa und Asien, z. B. am Royal Northern College of Music in Manchester, der Royal Danish Academy of Music, der Musikhochschule Zürich und der Geidai University of Fine Arts and Music in Tokyo.